# Lepidoblepharis duolepis
Lepidoblepharis duolepis är en ödleart som beskrevs av  Ayala och CASTRO 1983. Lepidoblepharis duolepis ingår i släktet Lepidoblepharis och familjen geckoödlor. Inga underarter finns listade i Catalogue of Life.